# Saint-Martin-du-Manoir
 Saint-Martin-du-Manoir  es una población y comuna francesa, en la región de Alta Normandía, departamento de Sena Marítimo, en el distrito de Le Havre y cantón de Montivilliers.

## Demografía
| 615 | 606 | 678 | 1715 | 1680 | 1542 |
| Para los censos de 1962 a 1999 la población legal corresponde a la población sin duplicidades (Fuente: INSEE [Consultar]) |     |     |      |      |      |